# Rónai Hermin
Rónai Hermin, született: Rosenberg Hermina (Gyula, 1877. november 25. – Budapest, 1926. június) magyar színésznő. Rónai Dénes fényképész és Rónai Mihály (1879–1945) állatorvos testvére, Rónai Mihály András költő, író nagynénje.

## Élete
Rosenberg Fülöp és Bleier Leonóra lánya. A Vígszínház színiiskolájában végzett. A 20. század első évtizedeiben mint kiváló jellemszínésznő és komika a magyar vidéki színjátszás egyik legnépszerűbb, kiemelkedő művésze volt. Legtovább a Miskolci Nemzeti Színházban működött Sebestyén Géza társulatában, melynek állandó erőssége volt. Korán megszakadt pályáját a székesfehérvári Vörösmarty Színház örökös tagjaként végezte.

## Főbb szerepei
- Móricz Zsigmond: Sári bíró – Bíróné
- Farkas Imre: Debrecenbe kéne menni
- Victor Léon: Padlásszoba (operett) – özv. Schwabingerné